# Henri Masson
Eugène Henri Masson (Párizs, 1872. január 17. – Meudon, 1963. január 17.) olimpiai ezüstérmes francia tőrvívó.

## Sportpályafutása
A második nyári olimpián, az 1900. évi nyári olimpiai játékokon, Párizsban indult vívásban, egy versenyszámban: tőrvívásban olimpiai ezüstérmes lett. Ez a versenyszám az amatőröknek volt kiírva.
Klubcsapata a Salle Mérignac volt.